# 阿斯泰·妮尔森
阿斯泰·妮尔森（Asta Nielsen，1881年9月11日—1972年5月25日），丹麦电影与戏剧女演员。生于哥本哈根，也逝于该地。她是电影史上第一位享有国际声誉的明星。
妮尔森出生贫寒，1902年开始在剧院演戏，成为20世纪初北欧著名的话剧演员。1910年因主演丹麦影片《深渊》（导演：欧本·盖特）而一举成名。被誉为“北国的杜丝”和“斯堪的纳维亚的莎拉·伯恩哈特”。不久，她应聘去了柏林。1932年，纳粹上台后，阿斯泰·妮尔森息影，并返回了丹麦。她主演的影片是浮华剧，描写通奸、过失、犯罪、宽恕和良心谴责等情节。在银幕上塑造的往往是神秘的、命中注定不幸的“荡妇”。卓越的演技，加上线条硬朗而表情丰富的面孔、深沉的眼睛与瘦削的身体使她成为享誉世界的悲剧演员。
主要作品有：《王子复仇记》（1922）、《基督的一生》（1923，导演：罗伯特·维内）、《悲伤的街道》（1925，导演：乔治·威廉·派伯斯特）。